# Ổ lăn

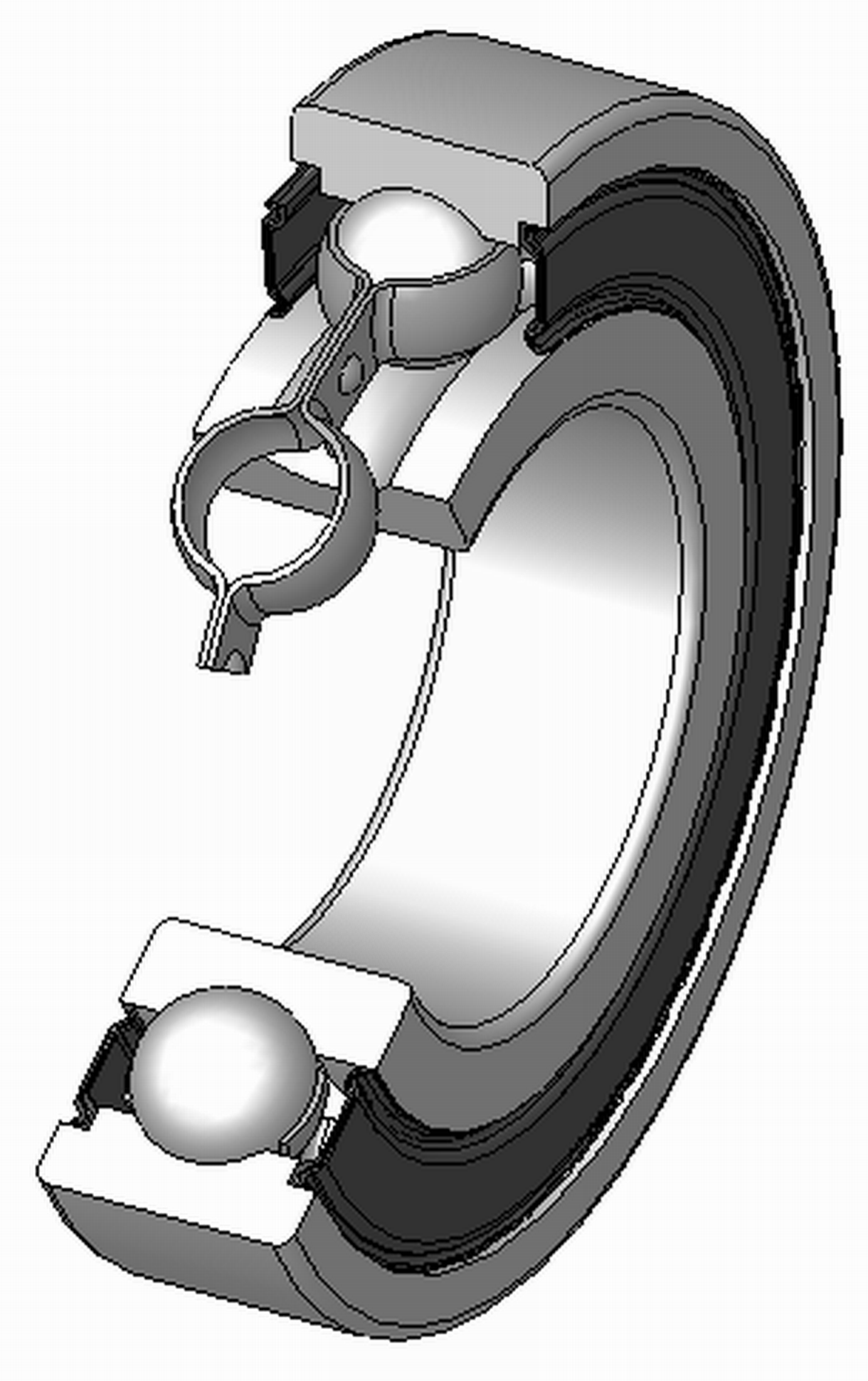
Cấu tạo một ổ lăn

Ổ lăn (tiếng Anh: rolling bearing) là một dạng của ổ trục, chịu tải trọng nhờ các con lăn (bi hoặc đũa) giữa hai vòng chịu lực (race). Chuyển động tương đối của hai vòng chịu lực giúp các con lăn di chuyển với lực ma sát trượt và ma sát lăn rất nhỏ.
Cấu tạo một ổ lăn thông thường gồm bốn bộ phận chính: vòng trong, vòng ngoài, bi (hoặc đũa lăn), vòng cách (bao quanh và giữ khoảng cách giữa các bi lăn). Vòng trong và vòng ngoài thường có rãnh để bi hoặc đũa lăn chạy. Vòng trong lắp với ngõng trục, vòng ngoài lắp với gối trục (vỏ máy, thân máy). Thông thường, chỉ vòng trong cùng quay với trục do tiếp xúc qua ngõng trục, còn vòng ngoài đứng yên. Tuy nhiên, cũng có một số thiết kế với vòng ngoài cùng quay với gối trục còn vòng trong đứng yên với trục (như trong ổ lăn của bánh xe ô tô).
Ổ lăn ở xe đạp và một số thiết bị khác còn được gọi là vòng bi.

## Các kiểu chính
- Ổ bi đỡ một dãy
- Ổ bi đỡ chặn
- Ổ bi chặn đỡ
- Ổ bi đỡ lòng cầu hai dãy
- Ổ đũa đỡ trụ ngắn
- Ổ đũa côn
- Ỏ đũa đỡ lòng cầu hai dãy